# Aeropuerto Yubiléini
El Aeródromo Yubiléini (en ruso: Аэропорт Юбилейный IATA: , ICAO: UAON) es un aeropuerto experimental situado 46 km al norte de Baikonur dentro del complejo del cosmódromo de Baikonur, en la provincia de Kyzylorda, República de Kazajistán. También es conocido como Aeropuerto de Baikonur-Yubiléini.
La decisión de construir el aeródromo para el aterrizaje del transbordador Burán fue tomada la víspera del 60 aniversario de la Gran Revolución Socialista de Octubre. Esto motivó que el nombre escogido fuera «Jubileo» (del ruso: «Юбилейный»).
El operador del aeropuerto es la empresa Khrunichev State Research and Production Space Center (del ruso: ФГУП «ГКНПЦ имени М.В.Хруничева»).
El espacio aéreo está controlado desde el FIR de Kyzylorda  (ICAO: UAOO).
El aeropuerto civil más cercano es el aeropuerto Kraini, en Baikonur.

## Pista
El aeropuerto Yubiléini dispone de una pista de hormigón en dirección 06/24 de 4.500 × 84 m (14.764 × 276 pies). El pavimento es del tipo 72/R/B/X/T, que permite un peso máximo al despegue de 392 toneladas. Es adecuado para ser utilizado por grandes aviones de transporte, como, por ejemplo, el Antonov An-225 «Mriya», diseñado especialmente para el transporte del transbordador espacial Burán.